# 도미타 데쓰노스케
도미타 데쓰노스케(일본어: 富田 鐵之助, 1835년 12월 5일~1916년 2월 27일)는 일본의 무사, 관료다.

## 생애
1835년 12월에 센다이번의 중신인 도미타 미호의 4남으로 태어났다. 번주의 명을 받아 1856년(안세이 3년)에 에도에 가서 포술을 배운 뒤 센다이번에 돌아와서 강무소의 조수가 되었다. 그러다 다시 번주의 허락을 얻어 에도에 가서 가쓰 가이슈가 만든 사숙인 효카이주쿠에 입학했다가 1866년(게이오 2년)에는 다카기 이치지로와 함께 게이오기주쿠에 입학했다. 1867년(게이오 3년) 가쓰 가이슈의 아들 가쓰 고로쿠가 미국에 유학을 가자 그를 수행해 함께 미국에 갔다. 거기서 윌리엄 휘크니가 운영하고 있던 뉴어크 상업학교에서 경제학을 공부했다.
이 무렵 일본에선 보신 전쟁이 일어나 센다이번은 조정의 적으로 규정되어 있었다. 일본의 정치가 긴박하게 돌아가고 있음을 알게 된 도미타는 일본에 돌아갔으나 가쓰의 얘기를 듣고 다시 미국으로 돌아갔다. 이후 학업 성적이 우수했던 도미타는 메이지 유신 이후 출범한 신정부로부터 국가유학생 자격을 인정받았다. 그리고 1872년(메이지 5년)에 이와쿠라 사절단이 미국이 도착했을 때 이들을 수행하면서 이와쿠라 도모미, 오쿠보 도시미치, 이토 히로부미 등과 인연을 맺어 뉴욕 부영사가 되어 외교관으로 활동하게 되었다. 2년 후 도미타는 귀국했으며 후쿠자와 유키치의 중매로 스기타 겐파쿠의 증손이자 스기타 겐탄의 딸과 결혼했다. 이때 일본에서 처음으로 부부 계약서를 작성했다고 한다.
그후 청나라에 가서 상하이 총영사로 활동했다. 이때 메가타 다네타로 등 미국 유학생 출신자들과 함께 인력사를 창설해 일본 국민을 위한 계몽 운동에도 힘썼다. 상하이 총영사 근무를 끝낸 뒤에 영국 주재 공사관에서 서기관으로 근무하다가 1881년(메이지 14년)에 귀국했다. 오랫동안 외교관으로 일하며 세계 경제에 관한 지식을 쌓은 것을 높이 사서 대장성에서 일하게 됐으며 다음 해에 일본은행이 창설되자 초대 부총재가 되어 총재 요시하라 시게토시를 보좌했다. 5년 뒤인 1887년(메이지 20년) 요시하라가 갑작스럽게 사망하자 제2대 일은 총재에 취임했다.
도미타는 프라임 레이트 제도를 확립하고 외국환을 정비하는 등 일본은행이 명실상부한 중앙은행이 될 수 있도록 기초를 닦았다. 하지만 요코하마 쇼킨 은행에 외국환 구매 자금을 공급한 것을 둘러싸고 대장상 마쓰카타 마사요시와 충돌하게 됐다. 마쓰카타는 정치적 권력으로 도미타를 압박했지만 도미타가 이에 굴하지 않자 결국 총재가 된 지 1년 7개월 만에 파면되었다.
다음 해인 1890년(메이지 23년)에 제국의회가 개설되자 9월 29일에 칙선의원이 되었다. 1891년(메이지 24년)에는 도쿄부지사에 임명되었다. 1893년(메이지 26년) 부지사에서 물러난 뒤에는 실업가로 변신해 일본권업은행, 도미타 방적, 요코하마 화재 해상 보험 등을 설립하는 데 참여했으며 요코하마 화재 해상 보험은 나중에 사장이 되었고 일본철도 이사직도 맡았다. 그러는 한편 축재에는 관심이 없어 사재를 털어 여자직업전문학교를 설립을 지원하거나 오쓰키 후미히코 등 옛 센다이번 출신자들의 학비를 후원했다.
1916년 2월에 사망했으며 묘소는 고코쿠지에 있다.
| 전임 요시하라 시게토시 | 제2대 일본은행 총재 1888년 2월 22일~1889년 9월 3일 | 후임 가와다 고이치로 |

| 전임 하치스카 모치아키 | 제12대 도쿄부지사 1891년 7월 21일~1893년 10월 26일 | 후임 미우라 야스시 |